# (7689) Reinerstoss
(7689) Reinerstoss  es un asteroide perteneciente al cinturón de asteroides, descubierto el 24 de septiembre de 1960 por Cornelis Johannes van Houten y su esposa Ingrid van Houten-Groeneveld desde el Observatorio Palomar, en Estados Unidos.

## Designación y nombre
Reinerstoss se designó inicialmente como 4036 P-L.
Más adelante fue nombrado en honor al astrónomo aficionado alemán Reiner Michael Stoss (n. 1975).

## Características orbitales
Orbita a una distancia media del Sol de 2,8400 ua, pudiendo acercarse hasta 2,6225 ua y alejarse hasta 3,0575 ua. Tiene una excentricidad de 0,0765 y una inclinación orbital de 1,1487° grados. Emplea en completar una órbita alrededor del Sol 1748 días.

## Características físicas
Su magnitud absoluta es 14,0. Tiene 4,412 km de diámetro. Su albedo se estima en 0,274.